# Ciborro
Ciborro es una freguesia portuguesa del concelho de Montemor-o-Novo, con 56,31 km² de superficie y habitantes (2001). Su densidad de población es de 14,9 hab/km².